# 악상어
악상어(학명: Lamna ditropis)는 몸길이가 최대 3.36m 내외로, 암컷과 수컷이 멀리 떨어져 살다가 번식기에 만나 짝짓기하는 습성이 있는 상어다. 다른 악상어과의 상어와 마찬가지로 역류 열교환 시스템을 갖추어 주변의 수온보다 높은 체온을 유지한다. 가까운 친척인 비악상어(Pobeagle 학명: Lamna nasus)와 동종으로 여겨지다가 최근에 다른 종으로 분류되었다. 난폭해 보이는 외모를 가지고 있지만, 아직까지 사람을 공격한 보고는 없다. 연승 어업으로 어획되는데, 고기와 기름은 식용한다. 일본에서는 악상어의 심장을 회로 먹기도 한다.